# 褐縫格粒螺
褐縫格粒螺（学名：Inella conferta）为左錐螺科格粒螺屬下的一个种。